# Chouchou
Chouchou é um filme de comédia francesa em 2003 sobre uma travesti do Magrebe que se instala em Paris para encontrar seu sobrinho. O filme é estrelado Gad Elmaleh como o personagem-título Chouchou, para o qual ele foi indicado ao César de Melhor Ator.

## Elenco
- Gad Elmaleh como Chouchou
- Alain Chabat como Stanislas
- Claude Brasseur como Père Léon
- Julien Courbey como Yekea
- Catherine Frot como Nicole Milovavovich
- Micheline Presle como Mãe de Stanislas
- Jacques Sereys como Pai de Stanislas
- Roschdy Zem como Frère Jean
- Arié Elmaleh como Vanessa
- Yacine Mesbah como Djamila
- Jean-Paul Comart como comissário Molino
- Anne Marivin como vendedora